# Açelya Özcan
Açelya Özcan (* 28. Juni 1986 in Istanbul) ist eine türkische Schauspielerin.

## Leben und Karriere
Açelya Özcan wurde am 28. Juni 1986 in Istanbul geboren. Sie studierte an der Universität Istanbul. Ihr Debüt gab sie 2011 in dem Film Kaybedenler Kulübü. Im selben Jahr war sie in der Fernsehserie Sensiz Olmaz zu sehen. Danach spielte sie 2012 in Aşkın Halleri mit. Anschließend wurde sie 2014 für den Film Ayhan Hanım gecastet. 
2015 trat Özcan in der Serie Acil Aşk Aranıyor auf. Danach bekam sie eine Rolle in dem Film Dağ II. Seit 2019 spielt sie in der Serie Kuruluş Osman die Hauptrolle.

## Filmografie (Auswahl)
Filme
- 2011: Kaybedenler Kulübü
- 2014: Ayhan Hanım
- 2016: Dağ II

Serien
- 2011: Sensiz Olmaz
- 2012: Aşkın Halleri
- 2014: Emanet
- 2014: Kiraz Mevsimi
- 2015: Acil Aşk Aranıyor
- 2019: Avlu
- seit 2019: Kuruluş Osman